# Posesiones de Suecia

Expansión territorial de Suecia tras el Tratado de Roskilde en 1658.

La siguiente es una lista de las posesiones que Suecia mantuvo fuera de la propia Suecia durante principios de la Edad Moderna.

## Feudos
Feudos mantenidos durante un corto período de tiempo.
- Scania (Acuerdo de Helsingborg, 1332-1360)
- Hven (Acuerdo de Helsingborg, 1332-1360)
- Blekinge (Acuerdo de Helsingborg, 1332-1360)
- Halland (Tratado de Varberg, 1343-1360)
- Elbing (Tratado de Altmark, 1629-1635)
- Braunsberg (Tratado de Altmark, 1629-1635)
- Pillau (Tratado de Altmark, 1629-1635)
- Fischhausen (Tratado de Altmark, 1629-1635)
- Lochstädt (Tratado de Altmark, 1629-1635)
- Memel (Tratado de Altmark, 1629-1635)
- Bremen (Prórroga de Stede, 1654-1666)
- Bornholm (Tratado de Roskilde, 1658-1660)
- Trøndelag (Tratado de Roskilde, 1658-1660)

## Colonias
- Fort Apollonia, actualmente Beyin (1655-1657)
- Fort Christiansborg/Fort Frederiksborg, el cual se convertiría en la capital, actualmente Osu (1652-1658)
- Fort Batenstein, actualmente Butri (1650-1656)
- Fort Witsen, actualmente Takoradi (1653-1658)
- Carolusborg (abril de 1650-enero/febrero de 1658; 10 de diciembre de 1660-22 de abril de 1663)
- Nueva Suecia en las orillas del río Delaware en América del Norte (1638-1655)
- Guadalupe (1813-1814; devuelto a Francia)
- Santo-Barthélemy (1784-1878; vendido a Francia)

## Ciudades con cecas
Ciudades fuera del reino de Suecia donde se establecieron cecas.
- Stade (Sajonia)
- Osnabrück (Sajonia)
- Érfurt (Turingia)
- Maguncia (Electorado del Palatinado)
- Wurzburgo (Baviera)
- Fürth (Baviera)
- Núremberg (Baviera)
- Augsburgo (Baviera)
- Elbing (Prusia Real, actualmente parte de Polonia, 1626-1635 y 1655-1660)
- Thorn (Prusia Real, actualmente Polonia, 1655-1658)

## Territorios bajo Ley marcial
- Strasburg, Prusia (conquistada en la guerra polaca, bajo el poder de Suecia hasta 1629)
- Dirschau, Prusia (conquistada en la guerra polaca, bajo el poder de Suecia hasta 1629)
- Wormditt, Prusia (conquistada en la guerra polaca, bajo el poder de Suecia hasta 1629)
- Mehlsack, Prusia (conquistada en la guerra polaca, bajo el poder de Suecia hasta 1629)
- Frauenburg, Prusia (conquistada en la guerra polaca, bajo el poder de Suecia hasta 1629)
- Marienburg, Prusia (conquistada en la guerra polaca, bajo el poder de Suecia hasta 1629)
- Stuhm, Prusia (conquistada en la guerra polaca, bajo el poder de Suecia hasta 1629)
- Danziger Haupt, Prusia (conquistada en la guerra polaca, bajo el poder de Suecia hasta 1629)
- Landsberg (acuerdo con Brandeburgo, 1641-1643)
- Fráncfort del Óder (acuerdo con Brandeburgo, 1641-1643)
- Leipzig (acuerdo con Sajonia, 1646-1648)
- Memmingen (acuerdo con Baviera, 1647-1648)
- Überlingen (acuerdo con Baviera, 1647-1648)